# Scandix pecten-veneris
Scandix pecten-veneris es una planta de la familia de las apiáceas.

## Descripción
El peine de Venus (Scandix pecten-veneris) es una especie  delgada, espaciadamente pelosa, muy ramosa, anual, de hasta 50 cm. Hojas bi-tripinnadas con lóbulos lineales. Umbelas con 1-3 radios primarios con brácteas generalmente ausentes; bractéolas visibles, más largas que los cabillos, persistentes. Flores blancas, pétalos oblongos, desiguales y con ápice agudo e incurvado. Fruto grande, robusto, 1,5-8 cm, con pico 3-4 veces más largo que la parte portadora de semilla del fruto. Florece en primavera y verano.

## Hábitat
Habita en campos de cultivo y ribazos.

## Distribución
En el oeste, centro y sur de Europa.

## Taxonomía
Scandix pecten-veneris fue descrita por Carolus Linnaeus y publicado en Species Plantarum 1: 256–257. 1753.

## Usos
El uso de la Scandix pecten-veneris en Europa se remonta a hace mucho tiempo, tanto como verdura de hoja como para ensaladas. Algunas de las primeras referencias a su consumo se encuentran en textos griegos antiguos que satirizan al trágico Eurípides (c.480-c.406 a. C.), de la isla de Salamina, que retratan a la madre del dramaturgo, Cleito, como una humilde verdulera, entre cuyos productos se encontraba la verdura scanthrix, cuyo nombre llegó al latín, en la forma modificada scandix, como nombre para el perifollo (una umbelífera comestible relacionada). La planta comestible scanthrix también es mencionada por los escritores griegos antiguos Opion[cita requerida], Teofrasto y Erasístrato de Ceos, mientras que la forma variante del nombre scanthrox es utilizada por Pedanius Dioscórides para la misma planta. Entre los autores latinos, Plinio el Viejo incluye la scandix entre las plantas comestibles de Egipto. Mucho más tarde, el médico vicentino Onorio Belli (también conocido como Honorius Bellus, 1550-1604) señala que, en su época, se comía en la isla de Creta.

## Nombre común
- Castellano: aguja, aguja de Venus, aguja de pastor, aguja del pastor, agujillas, ahoga gatos, ahoga-viejas, alfileres, alfileres de bruja, alfileres de pastor, alfilerillo, almarza, araña muerta, arguijo, cajón de burro, escandice, hierba del anís, hinojillo borde, peine de Venus, peine de pastor, peine de pastora, peine del pastor, peinecillos, peinera, peinetera, perejilillo, quixones amargos.[4]